# Championnat d'Afrique des nations junior masculin de handball
Le championnat d'Afrique des nations junior masculin de handball réunit tous les deux ans depuis 1980 les meilleures équipes nationales junior (moins de 21 ans) de handball.
L'actuel tenant du titre est l'Égypte, vainqueur en 2024 de son 14e titre.

## Palmarès

### Bilan
| Rang  | Nation  | Médaille d'or, Afrique | Médaille d'argent, Afrique | Médaille de bronze, Afrique | Total |
| ----- | ------- | ---------------------- | -------------------------- | --------------------------- | ----- |
| 1     | Égypte  | 13                     | 5                          | 1                           | 19    |
| 2     | Tunisie | 5                      | 9                          | 5                           | 19    |
| 3     | Algérie | 2                      | 4                          | 7                           | 13    |
| 4     | Nigeria | 1                      | 1                          | 2                           | 4     |
| 5     | Congo   | 0                      | 1                          | 2                           | 3     |
| 6     | Libye   | 0                      | 1                          | 0                           | 1     |
| 7     | Angola  | 0                      | 0                          | 3                           | 3     |
| 8     | Maroc   | 0                      | 0                          | 1                           | 1     |
| Total | Total   | 21                     | 21                         | 21                          | 33    |

### Palmarès détaillé
Le palmarès détaillé est :
| 1980      | Lagos      | Nigeria                                                | 13 – 11                                                | Tunisie                                                | Algérie                                                | 18 – 12                                                | Égypte                                                 |
| 1982      | Cotonou    | Égypte                                                 | 12 – 11                                                | Algérie                                                | Nigeria                                                | TTR                                                    | ?                                                      |
| 1984      | Bauchi     | Égypte                                                 | 18 – 15                                                | Nigeria                                                | RP Congo                                               | ? – ?                                                  | inconnu                                                |
| 1986      | Alger      | Algérie                                                | 17 – 12                                                | Égypte                                                 | Tunisie                                                | 23 -22                                                 | Nigeria                                                |
| 1988      | Tunis      | Algérie                                                | TTR                                                    | Égypte                                                 | Tunisie                                                | TTR                                                    | Nigeria                                                |
| 1990      | Le Caire   | Égypte                                                 | TTR                                                    | Algérie                                                | Tunisie                                                | TTR                                                    | Maroc                                                  |
| 1992      | Tunis      | Égypte                                                 | TTR                                                    | Algérie                                                | Tunisie                                                | TTR                                                    | aucun (3 pays)                                         |
| 1994      | Le Caire   | Annulé à cause d'un nombre insuffisant de participants | Annulé à cause d'un nombre insuffisant de participants | Annulé à cause d'un nombre insuffisant de participants | Annulé à cause d'un nombre insuffisant de participants | Annulé à cause d'un nombre insuffisant de participants | Annulé à cause d'un nombre insuffisant de participants |
| 1996      | Le Caire   | Tunisie                                                | TTR                                                    | Égypte                                                 | Algérie                                                | TTR                                                    | Guinée                                                 |
| 1998      | Abidjan    | Égypte                                                 | 32 – 25                                                | Tunisie                                                | Angola                                                 |                                                        | Côte d'Ivoire                                          |
| 2000      | Tunis      | Égypte                                                 | ? – ?                                                  | Tunisie                                                | Algérie                                                | ? – ?                                                  | Afrique du Sud                                         |
| 2002      | Cotonou    | Tunisie                                                | 22 – 21                                                | Égypte                                                 | Algérie                                                | TTR                                                    | Congo                                                  |
| 2004      | Abidjan    | Égypte                                                 | 28 – 19                                                | Tunisie                                                | Congo                                                  | ? – ?                                                  | Côte d'Ivoire                                          |
| 2006      | Abidjan    | Égypte                                                 | 26 – 25                                                | Tunisie                                                | Angola                                                 | 36 – 32                                                | Algérie                                                |
| 2008      | Tripoli    | Tunisie                                                | 26 – 19                                                | Libye                                                  | Maroc                                                  | 34 – 28                                                | Algérie                                                |
| 2010      | Libreville | Égypte                                                 | 38 – 31                                                | Tunisie                                                | Algérie                                                | 32 – 24                                                | Bénin                                                  |
| 2012 (en) | Abidjan    | Tunisie                                                | 41 – 25                                                | Congo                                                  | Égypte                                                 | 27 – 22                                                | Angola                                                 |
| 2014 (en) | Nairobi    | Égypte                                                 | 25 – 23                                                | Tunisie                                                | Angola                                                 | 29 – 25                                                | Algérie                                                |
| 2016 (en) | Bamako     | Tunisie                                                | TTR                                                    | Égypte                                                 | Algérie                                                | TTR                                                    | Burkina Faso                                           |
| 2018 (en) | Marrakech  | Égypte                                                 | TTR                                                    | Tunisie                                                | Nigeria                                                | TTR                                                    | Maroc                                                  |
| 2022 (en) | Kigali     | Égypte                                                 | 35 – 15                                                | Algérie                                                | Tunisie                                                | 24 – 22                                                | Angola                                                 |
| 2024 (en) | Mahdia     | Égypte                                                 | 29 – 25                                                | Tunisie                                                | Algérie                                                | 23 – 20                                                | Maroc                                                  |

## Détail des participations
Le palmarès détaillé est :
| Nation                    | Drapeau du Nigeria | Drapeau du Bénin | Drapeau du Nigeria | Drapeau de l'Algérie | Drapeau de la Tunisie | Drapeau de l'Égypte | Drapeau de la Tunisie | Drapeau de l'Égypte | Drapeau de la Côte d'Ivoire | Drapeau de la Tunisie | Drapeau du Bénin | Drapeau de la Côte d'Ivoire | Drapeau de la Côte d'Ivoire |    | Drapeau du Gabon | Drapeau de la Côte d'Ivoire | Drapeau du Kenya | Drapeau du Mali | Drapeau du Maroc | Drapeau du Rwanda | P. |
| Nation                    | 80                 | 82               | 84                 | 86                   | 88                    | 90                  | 92                    | 96                  | 98                          | 00                    | 02               | 04                          | 06                          | 08 | 10               | 12                          | 14               | 16              | 18               | 22                | P. |
| ------------------------- | ------------------ | ---------------- | ------------------ | -------------------- | --------------------- | ------------------- | --------------------- | ------------------- | --------------------------- | --------------------- | ---------------- | --------------------------- | --------------------------- | -- | ---------------- | --------------------------- | ---------------- | --------------- | ---------------- | ----------------- | -- |
| Afrique du Sud            | -                  | -                | -                  | -                    | -                     | -                   | -                     | -                   | -                           | 4                     | -                | -                           | -                           | -  | -                | -                           | -                | -               | -                | -                 | 1  |
| Algérie                   | 80                 | 82               | 5                  | 86                   | 88                    | 90                  | 92                    | 96                  | -                           | 00                    | 02               | -                           | 4                           | 4  | 10               | 5                           | 4                | 16              | 5                | 22                | 18 |
| Angola                    | -                  | -                | -                  | 6                    | 5                     | 5                   | -                     | -                   | 98                          | -                     | 5                | 5                           | 06                          | 6  | 5                | 4                           | 14               | -               | 6                | 4                 | 11 |
| Bénin                     | -                  | 4+               | -                  | -                    | -                     | -                   | -                     | -                   | -                           | -                     | 6                | -                           | -                           | -  | 4                | -                           | -                | -               | -                | -                 | 3  |
| Burkina Faso              | -                  | -                | -                  | -                    | -                     | -                   | -                     | -                   | -                           | -                     | -                | -                           | -                           | -  | 7                | -                           | 9                | 4               | -                | -                 | 3  |
| Cameroun                  | -                  | -                | -                  | -                    | -                     | -                   | -                     | -                   | -                           | -                     | -                | -                           | -                           | 5  | 9                | -                           | -                | -               | -                | -                 | 2  |
| République centrafricaine | -                  | -                | -                  | -                    | -                     | -                   | -                     | -                   | -                           | -                     | -                | -                           | -                           | -  | Disq.            | -                           | -                | -               | -                | -                 | 1  |
| Congo/                    | -                  | -                | 84                 | 5                    | -                     | -                   | -                     | -                   | -                           | -                     | 4                | 04                          | -                           | -  | 5                | 12                          | -                | -               | -                | 7                 | 4  |
| RD Congo                  | -                  | -                | -                  | -                    | -                     | -                   | -                     | -                   | -                           | -                     | -                | -                           | 9                           | 8  | 8                | -                           | 7                | -               | -                | -                 | 4  |
| Côte d'Ivoire             | 5+                 | 4+               | -                  | -                    | -                     | -                   | -                     | -                   | 4                           | -                     | -                | 4                           | 7                           | 7  | -                | 10                          | -                | -               | -                | -                 | 6  |
| Égypte                    | 4                  | 82               | 84                 | 86                   | 88                    | 90                  | 92                    | 96                  | 98                          | 00                    | 02               | 04                          | 06                          | -  | 10               | 12                          | 14               | 16              | 18               | 22                | 19 |
| Gabon                     | -                  | -                | -                  | -                    | -                     | -                   | -                     | -                   | -                           | -                     | -                | -                           | -                           | -  | 6                | 6                           | 6                | -               | -                | -                 | 4  |
| Ghana                     | -                  | -                | -                  | -                    | -                     | -                   | -                     | -                   | -                           | -                     | -                | -                           | 8                           | -  | -                | -                           | -                | -               | -                | -                 | 1  |
| Guinée                    | -                  | -                | -                  | -                    | -                     | -                   | -                     | 4                   | -                           | -                     | -                | -                           | -                           | -  | -                | 11                          | Disq.            | -               | 7                | -                 | 3  |
| Kenya                     | -                  | -                | -                  | -                    | -                     | -                   | -                     | -                   | -                           | -                     | -                | -                           | -                           | -  | -                | -                           | 8                | -               | -                | -                 | 1  |
| Libye/                    | -                  | -                | -                  | -                    | -                     | -                   | -                     | -                   | -                           | -                     | -                | -                           | 6                           | 08 | -                | 7                           | 5                | -               | -                | 6                 | 5  |
| Mali                      | -                  | -                | -                  | -                    | -                     | -                   | -                     | -                   | -                           | -                     | -                | -                           | -                           | -  | 11               | 8                           | -                | 6               | -                | -                 | 3  |
| Maroc                     | -                  | -                | -                  | 7                    | 6                     | 4                   | -                     | -                   | 5                           | -                     | -                | -                           | 5                           | 08 | 10               | 9                           | -                | 5               | 4                | 5                 | 10 |
| Maurice                   | -                  | -                | -                  | -                    | -                     | -                   | -                     | -                   | -                           | -                     | -                | 6                           | -                           | -  | -                | -                           | -                | -               | -                | -                 | 1  |
| Nigeria                   | 80                 | 82               | 84                 | 4                    | 4                     | -                   | -                     | -                   | -                           | -                     | -                | -                           | -                           | -  | -                | -                           | -                | -               | 18               | -                 | 3  |
| Rwanda                    | -                  | -                | -                  | -                    | -                     | -                   | -                     | -                   | -                           | -                     | -                | -                           | -                           | -  | -                | -                           | -                | -               | -                | 8                 | 1  |
| Sénégal                   | -                  | 4+               | -                  | -                    | -                     | -                   | -                     | -                   | -                           | -                     | -                | -                           | -                           | -  | -                | -                           | -                | -               | -                | -                 | 1  |
| Togo                      | -                  | -                | -                  | -                    | -                     | -                   | -                     | -                   | -                           | -                     | -                | -                           | -                           | -  | -                | -                           | -                | -               | -                | -                 | 1  |
| Tunisie                   | 80                 | -                | -                  | 86                   | 88                    | 90                  | 92                    | 96                  | 98                          | 00                    | 02               | 04                          | 06                          | 08 | 10               | 12                          | 14               | 16              | 18               | 22                | 18 |
| Participants              | ≥5                 | ≥6               | ≥5                 | 7                    | 6                     | 5                   | 3                     | 4                   | ≥5                          | ≥4                    | 6                | 6                           | 9                           | 8  | 12               | 11                          | 10               | 6               | 7                | 8                 | 24 |

## Résultats détaillés

### Championnat d'Afrique des nations 1980
Le premier Championnat d'Afrique des nations junior est disputé à Lagos au  Nigeria du 26 décembre 1980 au 1er janvier 1981 par au moins 5 équipes.
Parmi les résultats, on trouve :
Phase de poules
- Algérie bat  Côte d'Ivoire 20-06
- Tunisie bat  Algérie 12-8

Phase finale
- Demi-finales :
  -  Nigeria bat  Algérie 13-11
  -  Tunisie bat  Égypte ?-?
- Match pour la 3e place :  Algérie bat  Égypte 18-14.
- Finale :  Nigeria bat  Tunisie 13-11

Classement final
1. Nigeria
2. Tunisie
3. Algérie
4. Égypte
5. ou plus :  Côte d'Ivoire

Effectifs
- Algérie : Mourad Boussebt, Mekaoui, Hadj Kouidri, Abdeslam Benmaghsoula, Harrat, Houd, Bensemra, Salah Bouchekriou, Omar Azeb, Kamel Madoun, Mokrani, Abu Sofiane Draouci, Seksaoui, Tamallah, Bouchami, Bourouila. Entraîneur : Farouk Bouzrar.

### Championnat d'Afrique des nations 1982
Le deuxième Championnat d'Afrique des nations junior a réuni 7 pays à Cotonou au  Bénin du 22 au 29 décembre 1982 :
Phase de poules
- Algérie bat  Côte d'Ivoire 19-15
- Algérie bat  Bénin 17-11
- Algérie bat  Sénégal 12-11

Phase finale
- Finale :  Égypte bat  Algérie 12-11

Classement final
1. Égypte
2. Algérie
3. Nigeria
4. ou plus  Bénin,  Côte d'Ivoire,  Sénégal...

Effectifs
- Algérie : Mekkaoui, Benramdane, Hadj Kouidri, Salah Bouchekriou, Tamallah, Moussaoui, Benhaddadi, Mouméne, A. Harrat, Bensadjrari, Keraz, Azzedine Ouhib, Seksaoui, Tchakrabi, Brahim Boudrali, Mekla. Entraineur : Hassen Khodja.

### Championnat d'Afrique des nations 1984
Le troisième Championnat d'Afrique des nations junior a réuni 8 pays à Bauchi au  Nigeria du 22 décembre 1984 au 5 janvier 1985 :
- Finale :  Égypte bat  Nigeria 18-15

Classement final
1. Égypte
2. Nigeria
3. RP Congo
4. Algérie

Effectifs
- Algérie : Amrouche, Mouheb, Bouzidi Hamiche, Khelil, Agrane, Djemaa, Aït Hocine, Khoualed, Touchichet, Aït Mahdi, Mouici, Kaoua, Chahlef, Mebrek, Ghorab, Abou M'Hemed, Mazari, Tlilani, Bensenouci.

Récompenses
- Meilleur joueur du tournoi : Mohamed Alaa El-Sayed  Égypte

### Championnat d'Afrique des nations 1988
Le cinquième Championnat d'Afrique des nations junior a réuni 6 pays à Tunis en Tunisie du 15 au 25 décembre 1988. La compétition disputée sous la forme d'un mini-championnat avec un nouveau système de pointage : 3 points pour une victoire, 2 points pour un match nul, 1 point pour une défaite, 0 point pour un match forfait.
Le programme, et les résultats du Vèmes championnats d'Afrique juniors de handball 1988,, :
- match d'ouverture, samedi 17 décembre 1988 à 15h30 au palais des sports d'El Menzah à Tunis[8] : 
  -  Tunisie -  Maroc 35-26. Les meilleurs buteurs tunisiens sont Karim Zaghouafi (8 buts), Samy Benahmed (7 buts) et Reyadh Fnina (6 buts).
- dimanche 18 décembre 1988 : 
  -  Algérie -  Maroc 25-15
  -  Tunisie -  Égypte 22-23
  -  Nigeria -  Angola 28-21
- lundi 19 décembre 1988
  -  Maroc -  Nigeria 15-27
  -  Égypte -  Angola 28-17
  -  Tunisie -  Algérie 21-20
- mercredi 21 décembre 1988
  -  Angola -  Algérie 19-24
  -  Nigeria -  Égypte ?-?
- jeudi 22 décembre 1988
  -  Maroc -  Égypte ?-?
  -  Algérie -  Nigeria 19 - 16
  -  Angola -   Tunisie ?-?
- Vendredi 23 décembre 1988 : repos .
- samedi 24 décembre 1988
  -  Angola -  Maroc 27-22
  -  Tunisie -  Nigeria 27-28[9] Les meilleurs buteurs tunisiens sont : Belhareth (9 buts) et Reyadh Fnina (8 buts).
  -  Algérie -  Égypte 16-14

Le classement final est,
|   | Équipe  | Pts | J | G | N | P | Bp  | Bc  | Diff |  | Résultats (dom.\ext.) |         |         |         |         |         |         |
| - | ------- | --- | - | - | - | - | --- | --- | ---- |  | --------------------- | ------- | ------- | ------- | ------- | ------- | ------- |
| 1 | Algérie | 13  | 5 | 4 | 0 | 1 | 104 | 85  | 19   |  | Algérie               |         | 16 - 14 | 20 - 21 | 19 - 16 | 24 - 19 | 25 - 15 |
| 2 | Égypte  | 13  | 5 | 4 | 0 | 1 | 118 | 104 | 14   |  | Égypte                | 14 - 16 |         | 23 - 22 | 1 - 0   | 28 - 17 | 1 - 0   |
| 3 | Tunisie | 11  | 5 | 3 | 0 | 2 | 0   | 0   |      |  | Tunisie               | 21 - 20 | 22 - 23 |         | 27 - 28 | 1 - 0   | 35 - 26 |
| 4 | Nigeria | 11  | 5 | 3 | 0 | 2 | 0   | 0   |      |  | Nigeria               | 16 - 19 | 0 - 1   | 28 - 27 |         | 28 - 21 | 27 - 15 |
| 5 | Angola  | 7   | 5 | 1 | 0 | 4 | 0   | 0   |      |  | Angola                | 19 - 24 | 17 - 28 | 0 - 1   | 21 - 28 |         | 27 - 22 |
| 6 | Maroc   | 5   | 5 | 0 | 0 | 5 | 0   | 0   |      |  | Maroc                 | 15 - 25 | 0 - 1   | 26 - 35 | 15 - 27 | 22 - 27 |         |

Remarque : les scores 1-0 et 0-1 sont inconnus mais permettent d'indiquer quelle équipe a remporté le match.
Effectifs
- Algérie[12] :, Bachir Dib (MA Hussein Dey, gardien de but, 1,75 m, 72,5 kg), Rabah Gherbi (IRB/ECT Alger, arrière gauche, 1,88 m, 78,5 kg), Chahreddine Chehlef (MA Hussein Dey, Pivot, 1,90 m, 106 kg), Kameleddine Hadji (WA Tlemcen, arrière droit, 1,89 m, 75,5 kg), Omar Benhamouda (IRB El-Biar, arrière gauche, 1,90 m, 71,8 kg), Lyès Amara (MA Hussein Dey, arrière gauche, 1,85 m, 74,5 kg), Kamel Aoudi (MA Hussein Dey, arrière gauche, 1,83 m, 74,5 kg), Abdelouaheb Boughrara (CRB El-Casbah, pivot, 1,89 m, 92,3 kg), Redouane Aouachria (MA Hussein Dey, demi-centre, 1,77m, 71,5 kg), Noureddine Aissaoui (Nadit Alger, ailier gauche, 1,88 m, 82 kg), Nassim Imansourene (IRB/ECT Alger, ailier gauche, 1,80 m, 75 kg), Nabil Mouméne (CRB El-Harrouch, arrière droit et gauche, 1,80 m, 75 kg), Redouane Saïdi (MA Hussein Dey, ailier droit, 1,73 m, 71,5 kg), Sofiane Khalfallah (IRB/ECT Alger, ailier droit, 1,76 m, 75,5 kg), Soufiane Limam (MP Oran, gardien de but, 1,89 m, 92 kg), Douadji Hassen (MP Oran, gardien de but, 1,89 m, 82,5 kg). Entraineur : Nasser Eddine Benkrira.

### Championnat d'Afrique des nations 1990
Le sixième Championnat d'Afrique des nations junior a réuni 5 pays au Caire en Égypte du 14 au 21 décembre 1990
Résultats,
- vendredi 14 décembre 1990 :  Algérie et  Tunisie 14-14
- vendredi 14 décembre 1990 :  Égypte bat  Maroc 21-12
- samedi 15 décembre 1990 à 15h30 :  Tunisie bat  Maroc 15-11
- samedi 15 décembre 1990 à 20h30 :  Égypte bat  Algérie 16-13
- dimanche 16 décembre 1990 : jour de repos
- lundi 17 et mardi 18 décembre 1990 (résultats inconnus) : 
  - Égypte bat Angola ??-??
  - Maroc bat Angola ??-??
  - Tunisie bat Angola ??-??
  - Algérie bat Maroc ??-??
- jeudi 20 décembre 1990 :  Algérie bat  Angola 28-14
- jeudi 20 décembre 1990 :  Égypte bat  Tunisie 17-14

Classement final
|   | Équipe  | Pts | J | G | N | P | Bp | Bc  | Diff |
| - | ------- | --- | - | - | - | - | -- | --- | ---- |
| 1 | Égypte  | 12  | 4 | 4 | 0 | 0 | 84 | 53  | 31   |
| 2 | Algérie | 9   | 4 | 2 | 1 | 1 | 81 | 59  | 22   |
| 3 | Tunisie | 9   | 4 | 2 | 1 | 1 | 81 | 67  | 14   |
| 4 | Maroc   | 6   | 4 | 1 | 0 | 3 | 53 | 77  | -24  |
| 5 | Angola  | 4   | 4 | 0 | 0 | 4 | 64 | 107 | -43  |

### Championnat d'Afrique des nations 1992
Le septième Championnat d'Afrique des nations junior a réuni 3 pays à Hammamet en Tunisie du 19 au 26 décembre 1992. Toutes les équipes se rencontrent deux fois.
Résultats
- 19 décembre :  Algérie 22-19  Tunisie
- 21 décembre :  Égypte 22-20  Algérie
- 22 décembre :  Égypte 22-21  Tunisie
- 24 décembre :  Tunisie 20-21  Algérie
- 25 décembre :  Algérie 24-25  Égypte
- 26 décembre :  Tunisie 13-26  Égypte

Classement final
|                             | Équipe  | Pts | J | G | N | P | Bp | Bc | Diff |
| --------------------------- | ------- | --- | - | - | - | - | -- | -- | ---- |
| Médaille d'or, Afrique      | Égypte  | 10  | 4 | 3 | 0 | 1 | 93 | 80 | 13   |
| Médaille d'argent, Afrique  | Algérie | 10  | 4 | 3 | 0 | 1 | 89 | 84 | 5    |
| Médaille de bronze, Afrique | Tunisie | 4   | 4 | 0 | 0 | 4 | 73 | 91 | -18  |

### Championnat d'Afrique des nations 1996
Le neuvième Championnat d'Afrique des nations junior a eu lieu au Caire en Égypte en avril 1996.
À noter qu'initialement, la compétition devait être jouée en Algérie du 12 au 26 avril 1996 avec la participation de l'Algérie, de la Tunisie, de la Côte d'Ivoire, de l'Égypte et du Congo mais la Confédération africaine de handball (CAHB) a finalement décidé de transférer le tournoi en Égypte et seuls quatre pays prennent alors part à la compétition.
La compétition été jouée sous forme d'un mini-championnat. Parmi les résultats, on trouve :
- Première journée :
  -  Égypte et  Tunisie 20-20
  -  Algérie bat  Guinée (score inconnu)
- Deuxième journée :
  -  Tunisie bat  Algérie 22-15
  -  Égypte bat  Guinée (score inconnu)
- Dernière journée, mardi 23 avril 1996 :
  -  Tunisie bat  Guinée 36-17
  -  Égypte bat  Algérie 25-19

Le classement final est :
|                             | Équipe  | Pts | J | G | N | P | Bp | Bc | Diff |
| --------------------------- | ------- | --- | - | - | - | - | -- | -- | ---- |
| Médaille d'or, Afrique      | Tunisie | 8   | 3 | 2 | 1 | 0 | 78 | 52 | 26   |
| Médaille d'argent, Afrique  | Égypte  | 8   | 3 | 2 | 1 | 0 | 00 | 00 |      |
| Médaille de bronze, Afrique | Algérie | 5   | 3 | 1 | 0 | 2 | 00 | 00 |      |
| 4                           | Guinée  | 3   | 3 | 0 | 0 | 3 | 00 | 00 |      |

La Tunisie devance l'Égypte à la différence de but générale. Les deux équipes sont qualifiées pour le Championnat du monde junior 1997 (da) en Turquie.
Sources
- Le Soir d'Algérie du samedi 20 avril 1996 page 9.
- El Khabar n°1658 du jeudi 25 avril 1996 page 24.

### 2002 à 2010
voir les synthèses données sur Todor66.com :
- (en) « Men Handball 12th Junior Africa Championship 2002 », sur Todor66 (consulté le 20 septembre 2024)
- (en) « Men Handball 13th Junior Africa Championship 2004 », sur Todor66 (consulté le 20 septembre 2024)
- (en) « Men Handball 14th Junior Africa Championship 2006 », sur Todor66 (consulté le 20 septembre 2024)
- (en) « Men Handball 15th Junior Africa Championship 2008 », sur Todor66 (consulté le 20 septembre 2024)
- (en) « Men Handball 16th Junior Africa Championship 2010 », sur Todor66 (consulté le 20 septembre 2024)

### 2012 à 2024
voir articles détaillés en anglais :
- Championnat d'Afrique des nations 2012 (en)
- Championnat d'Afrique des nations 2014 (en)
- Championnat d'Afrique des nations 2016 (en)
- Championnat d'Afrique des nations 2018 (en)
- Championnat d'Afrique des nations 2020 (en)
- Championnat d'Afrique des nations 2022 (en)
- Championnat d'Afrique des nations 2024 (en)